# Portaryd
Portaryd är en by i Sävsjö kommun i Småland, belägen utmed vägen mellan Kännestubba och Asa (Kronobergs län). Landskapet är typiskt för inre Småland efter laga skiftet med typisk urhuggning i skogen, stenrösen, gärdsgårdar och odlingsvägar.